# Хенри Гордън
Хенри Чарлс Гордън (на английски: Henry Charles Gordon) е американски тест пилот и полковник от USAF.

## Образование
Хенри Гордън завършва гимназия в родния си град. През 1950 г. завършва Университета Пардю, Индиана с бакалавърска степен по аерокосмическо инженерство. През 1966 г. става магистър по бизнес администрация в Университета на Южна Калифорния, Лос Анджелис.

## Военна кариера
Хенри Гордън постъпва в USAF през 1950 г. Взема участие в Корейската война. Избран е за астронавт от USAF през април 1962 г. Започва тренировки в авиобазата Едуардс, Калифорния. Пенсионира се в края на 1963 г. поради прекратяване на Програмата Х - 20 Dyna-Soar.

## Личен живот
Хенри Ч. Гордън е женен и има четири деца.